# Phaeophilacris lucifuga
Phaeophilacris lucifuga är en insektsart som först beskrevs av Sjöstedt 1909.  Phaeophilacris lucifuga ingår i släktet Phaeophilacris och familjen syrsor. Inga underarter finns listade i Catalogue of Life.